# Miss Venezuela, Todo por la corona
Miss Venezuela, Todo por la corona fue un programa de telerrealidad venezolano de belleza y talento femenino, que tuvo como objetivo principal elegir a las candidatas para el Miss Venezuela 2013. El programa es producido y transmitido por Venevisión en coproducción con Sony Entertainment Television, realizando su primera temporada en el 2013
En su primera temporada tuvo una duración de 3 meses. En marzo del 2013 se realizaron los primeros casting para seleccionar entre miles de aspirantes a las 50 candidatas que participarán en el seriado, para luego obtener las bandas representativas de cada estado federal de Venezuela y pasar todas las pruebas preliminares hasta llegar a la Gala Final como todos los años, en el famoso certamen del Miss Venezuela 2013. El encargado principal del programa de telerrealidad, es Osmel Sousa, que también será el presidente del jurado, siendo acompañado por cuatro jueces más, quienes tienen a su cargo los ámbitos de entrenamiento, pasarela, fotografía, maquillaje y oratoria respectivamente. La responsabilidad de la animación está en manos de Viviana Gibelli y en la coanimación está Harry Levy.
Miss Venezuela: Todo por la corona cuenta con tres etapas: El Casting, donde el programa recorre la geografía venezolana en busca de las 50 mejores aspirantes. De Aspirantes a Misses, etapa en la que se realiza la selección de las 24 candidatas y se les asigna la codiciada banda que les permitirá permanecer en la famosa Quinta Rosada; y Camino a la Corona, donde las candidatas se preparan, ensayan para las galas, y se someten a las más duras pruebas y entrenamientos a fin de convertirse en las próximas representantes de Venezuela en los más importantes certámenes internacionales de belleza.
La primera temporada inició el lunes 15 de julio de 2013 en el horario de las 19:00 horas por Venevisión y a las 22:30 horas por Sony Entertainment Television para toda América Latina. Asimismo fue transmitido por Univision para Estados Unidos de América, todos los sábados, a las 6pm/5 centro. El Programa finalizó el 21 de octubre de 2013.

## Jueces
- Osmel Sousa (Presidente de La Organización Miss Venezuela)
- Richard Linares (Entrenador oficial del Miss Venezuela)
- Giselle Reyes (Prof. Pasarela del Miss Venezuela)
- Ivo Contreras (Estilista Oficial Miss Venezuela)
- Prof: José Rafael Briceño (Profesor de Oratoria del Miss Venezuela)
- Harry Levy (Asistente de la Organización Miss Venezuela)

## Antecedentes
Informaron que este programa no sustituirá al certamen oficial pero si mostrará el proceso de reclutamiento de las modelos y cómo se desenvuelven entre ellas. La telerrealidad promete ser un espectáculo más humano que muestra las características emocionales de cada participante. 
Osmel Sousa dijo estar muy complacido con el proyecto, "es algo nuevo y diferente, va a tener mucho éxito". Aclaró que la telerrealidad "Todo por la Corona" no hará el mismo rol que desempeña en el programa Nuestra Belleza Latina. "No voy a hacer el mismo papel que en Nuestra Belleza Latina, porque acá soy organizador, no juez".
Viviana Gibelli también dijo que será estricta y a la vez amorosa con las concursantes. "En el Miss Venezuela hay mucha gente estricta, y yo voy a dar un poco de amor, y a veces seré estricta también". En el programa participaron 50 chicas durante la primera fase para luego entre ellas irse eliminando hasta llegar al grupo de 24 candidatas oficiales.

### Grabación y estreno
El programa se comenzó a grabar desde el 8 de mayo del 2013,y será oficialmente estrenado el 15 de julio del 2013.

## Candidatas Oficiales
| Estado                 | Candidata                              | Edad | Estatura (m) | Ciudad Natal            |
| ---------------------- | -------------------------------------- | ---- | ------------ | ----------------------- |
| Amazonas               | Débora Sacha Menicucci Anzola          | 22   | 1.77         | Caracas                 |
| Anzoátegui             | Daniela Briceño Pineda                 | 25   | 1.76         | Valencia                |
| Apure                  | Rogegsy Del Valle Rivas Sierra         | 23   | 1.77         | Ciudad Guayana          |
| Aragua                 | Stephanie Ysabel de Zorzi Landaeta     | 19   | 1.75         | Turmero                 |
| Barinas                | Eyre Yaró Serpa Pujol                  | 19   | 1.77         | Barinas                 |
| Bolívar                | Fiorella Beatriz Gil Di Sabatino       | 19   | 1.75         | Ciudad Guayana          |
| Carabobo               | Mariella Agriesti Lomer                | 18   | 1.73         | Valencia                |
| Cojedes                | Wilmayerlin Wi May Nava Márquez        | 18   | 1.77         | Caracas                 |
| Costa Oriental         | Migbelis Lynette Castellanos Romero    | 18   | 1.75         | Cabimas                 |
| Delta Amacuro          | Daniela José Reyes Soto                | 24   | 1,75         | Maracaibo               |
| Dependencias Federales | Andrea Rohrscheib Valera               | 21   | 1,76         | Caracas                 |
| Distrito Capital       | Andrea Victoria Lira Soledad           | 20   | 1.80         | Caracas                 |
| Falcón                 | Marie Clarie Arcila Harp               | 20   | 1.80         | Coro                    |
| Guarico                | Michelle Marie Bertolini Araque        | 18   | 1.77         | Caracas                 |
| Lara                   | María Laura Verde Hernández            | 22   | 1.75         | Barquisimeto            |
| Mérida                 | Lesly Beatriz Barrera Carrasco         | 24   | 1.73         | Caracas                 |
| Miranda                | Gleymar Judith Loyo Becerra            | 25   | 1.76         | Acarigua                |
| Monagas                | Ana Carolina Ugarte-Pelayos Campos     | 21   | 1.79         | Maturín                 |
| Nueva Esparta          | Gabriela María Graf-Stillfried Barreto | 23   | 1.73         | Caracas                 |
| Portuguesa             | Victoria Coifman Avendaño              | 18   | 1.75         | Caracas                 |
| Sucre                  | Roxana Del Valle Marruffo Bolívar      | 20   | 1.80         | Cumaná                  |
| Táchira                | Georgina de Jesús Mazzeo Ramírez       | 21   | 1.74         | Santa Bárbara del Zulia |
| Trujillo               | Johana Alexandra Contreras Guerrero    | 19   | 1.75         | San Cristóbal           |
| Vargas                 | Irene Valeria Velásquez Velásquez      | 19   | 1.79         | Baruta                  |
| Yaracuy                | Alicia Carolina Dolanyi Korsos         | 24   | 1.78         | Caracas                 |
| Zulia                  | Everliany Alicia Ontiveros Medina      | 20   | 1.78         | Mene Grande             |

## Casting
El casting, en la cual se seleccionarán 50 chicas en los concursos realizados en los Estados Zulia, Lara, Táchira, Bolívar y Carabobo y otros eventos; De aspirantes a misses, en la que el grupo se reduce a 24 jóvenes y se les asigna la banda del estado que van a representar, y Camino a la corona, en la cual las candidatas seguirán una rigurosa dieta para adelgazar o mantener su peso, se ejercitarán bajo el ojo vigilante de Richard Linares, recibirán clases de oratoria a cargo de José Rafael Briceño, maquillaje y estilismo supervisadas por Ivo Contreras y ensayarán las galas.
- 18 han fueron las candidatas elegidas para participar en el programa entre los diferentes reinados regionales: Miss Carabobo 2013, Miss Bolívar 2013, Señorita Centroccidental 2013, Miss Táchira 2013 y Miss Noroccidental 2013. Sin embargo aún se desconoce que estados representarán en el mismo:

| Casting Regional | Candidata                                   | Edad | Estatura (m) | Ciudad Natal            |
| ---------------- | ------------------------------------------- | ---- | ------------ | ----------------------- |
| Bolívar          | Fiorella Beatriz Gil Di Sabatino            | 19   | 1.75         | Ciudad Guayana          |
| Bolívar          | Rogegsy Del Valle Rivas Sierra              | 23   | 1.77         | Ciudad Guayana          |
| Carabobo         | Claudia Carolina Chaparro Ríos              | 24   | 1.76         | Valencia                |
| Carabobo         | Karla Marina Hurtado Sánchez                | 19   | 1.83         | Valencia                |
| Carabobo         | Mariella Agriesti Lomer                     | 18   | 1.73         | Valencia                |
| Centroccidental  | María Laura Verde Hernández                 | 22   | 1.75         | Barquisimeto            |
| Centroccidental  | Isabel "Isabella" Andreína Millano Mogollón | 20   | 1.79         | Barquisimeto            |
| Centroccidental  | Eyre Yaró Serpa Pujol                       | 19   | 1.77         | Barinas                 |
| Centroccidental  | María De Los Ángeles Belandria Forte        | 22   | 1.77         | Mérida                  |
| Centroccidental  | Marilyn Coromoto Sánchez                    | 21   | 1.80         | Barquisimeto            |
| Táchira          | Liliana Yuneth Castillo Casique             | 17   | 1.81         | San Cristóbal           |
| Táchira          | Mariani Nataly Chacón Angarita              | 20   | 1.78         | San Cristóbal           |
| Táchira          | Georgina de Jesús Mazzeo Ramírez            | 21   | 1.74         | Santa Bárbara del Zulia |
| Táchira          | Débora Paola Medina Ayala                   | 19   | 1.75         | San Juan de Colón       |
| Táchira          | Eddy Raquel Zambrano Roa                    | 19   | 1.74         | Barinas                 |
| Noroccidental    | Everliany Alicia Ontiveros Medina           | 20   | 1.78         | Mene Grande             |
| Noroccidental    | Rebecca Ann Reichle Wolfshoon               | 23   | 1.79         | Maracaibo               |
| Noroccidental    | Michelle Casasola Pirela                    | 23   | 1.76         | Puerto Píritu           |

- 29 han fueron las candidatas elegidas para participar en la telerrealidad del Miss Venezuela, Todo por la corona en el casting general realizado por la Organización Miss Venezuela:

| Casting General  | Candidata                              | Edad | Estatura (m) | Ciudad Natal  |
| ---------------- | -------------------------------------- | ---- | ------------ | ------------- |
| Aragua           | Stephanie Ysabel de Zorzi Landaeta     | 19   | 1.75         | Turmero       |
| Aragua           | Cristina Irina Buderacky Antosenko     | 27   | 1.85         | Maracay       |
| Aragua           | Ivannie Alexandra Tarazón Zambrano     | 25   | 1.80         | La Victoria   |
| Barinas          | María Luisa Molina Rangel              | 23   | 1.72         | Barinas       |
| Carabobo         | Daniela Briceño Pineda                 | 25   | 1.76         | Valencia      |
| Carabobo         | Charly Vanessa González                | 24   | 1.74         | Valencia      |
| Distrito Capital | Daniela Isabel Crespín Plaza           | 25   | 1.78         | Caracas       |
| Distrito Capital | Victoria Coifman Avendaño              | 18   | 1.75         | Caracas       |
| Distrito Capital | Gabriela María Graf-Stillfried Barreto | 23   | 1.73         | Caracas       |
| Distrito Capital | Andrea Rohrscheib Valera               | 21   | 1.76         | Caracas       |
| Distrito Capital | Lesly Barrera Carrasco                 | 24   | 1.73         | Caracas       |
| Distrito Capital | Alicia Carolina Dolanyi Korsos         | 24   | 1.78         | Caracas       |
| Distrito Capital | Michelle Bertolini Araque              | 18   | 1.77         | Caracas       |
| Distrito Capital | Andrea Victoria Lira Soledad           | 20   | 1.80         | Caracas       |
| Distrito Capital | Débora Sacha Menicucci Anzola          | 22   | 1.77         | Caracas       |
| Distrito Capital | Wilmayerlin Nava Márquez               | 18   | 1.77         | Caracas       |
| Falcón           | Marie Claire Arcila Harp               | 20   | 1.81         | Coro          |
| Lara             | Jessica María Schell Dorante           | 24   | 1.80         | Barquisimeto  |
| Miranda          | Irene Valeria Velásquez                | 19   | 1.80         | Baruta        |
| Monagas          | Yralbeth Milagros Flores               | 23   | 1.78         | Maturín       |
| Monagas          | Ana Carolina Ugarte Pelayos Campos     | 21   | 1.79         | Maturín       |
| Portuguesa       | Gleymar Judith Loyo Becerra            | 25   | 1.76         | Acarigua      |
| Sucre            | Roxana Del Valle Marruffo Bolívar      | 20   | 1.80         | Cumana        |
| Táchira          | Jhoana Alexandra Contreras Guerrero    | 19   | 1.75         | San Cristóbal |
| Yaracuy          | Bárbara Victoria Ochoa Ochoa           | 22   | 1.76         | Nirgua        |
| Zulia            | Daniela José Reyes Soto                | 24   | 1.75         | Maracaibo     |
| Zulia            | Oneimart Raquel Valdéz Delgado         | 21   | 1.77         | Maracaibo     |
| Zulia            | Patricia Lucía Carreño Martínez        | 22   | 1.83         | Cabimas       |
| Zulia            | Migbelis Lynette Castellanos Romero    | 17   | 1.76         | Cabimas       |
| Zulia            | Stefany Patricia Perich Díaz           | 22   | 1.80         | Maracaibo     |
| Zulia            | Karen Andrea Soto Lugo                 | 21   | 1.79         | Maracaibo     |

## Eliminaciones
| Zulia            | Migbelis Castellanos     |         | Salvada | Salvada   | Destacada | Salvada   | Salvada   | Salvada   | Salvada   | Salvada   | Salvada   | Destacada | Seleccionada | Miss Costa Oriental   | Salvada   | Salvada        | Salvada   | Destacada | Destacada | Clasifica | Clasifica | Miss Venezuela Universe      |  |  |  |  |  |  |  |  |  |  |  |  |  |  |  |  |  |  |  |  |
| Distrito Capital | Michelle Bertolini       |         | Salvada | Salvada   | Destacada | Salvada   | Salvada   | Salvada   | Salvada   | Riesgo    | Salvada   | Riesgo    | Seleccionada | Miss Guárico          | Riesgo    | Salvada        | Destacada | Destacada | Destacada | Clasifica | Clasifica | Miss Venezuela International |  |  |  |  |  |  |  |  |  |  |  |  |  |  |  |  |  |  |  |  |
| Aragua           | Stephanie de Zorzi       |         | Salvada | Salvada   | Salvada   | Salvada   | Salvada   | Salvada   | Salvada   | Salvada   | Destacada | Salvada   | Seleccionada | Miss Aragua           | Salvada   | Salvada        | Salvada   | Destacada | Destacada | Clasifica | Clasifica | Miss Venezuela Earth         |  |  |  |  |  |  |  |  |  |  |  |  |  |  |  |  |  |  |  |  |
| Distrito Capital | Wimay Nava               |         | Salvada | Salvada   | Salvada   | Salvada   | Salvada   | Riesgo    | Salvada   | Salvada   | Salvada   | Riesgo    | Seleccionada | Miss Cojedes          | Salvada   | Salvada        | Destacada | Destacada | Salvada   | Clasifica | Clasifica | 1.er Finalista               |  |  |  |  |  |  |  |  |  |  |  |  |  |  |  |  |  |  |  |  |
| Distrito Capital | Gabriela Graf-Stillfried |         | Salvada | Salvada   | Salvada   | Destacada | Salvada   | Salvada   | Salvada   | Ganadora  | Salvada   | Salvada   | Seleccionada | Miss Nueva Esparta    | Destacada | Salvada        | Destacada | Destacada | Destacada | Clasifica | Clasifica | 2.ª Finalista                |  |  |  |  |  |  |  |  |  |  |  |  |  |  |  |  |  |  |  |  |
| Centroccidental  | María Laura Verde        | Salvada | Salvada | Destacada | Salvada   | Salvada   | Salvada   | Salvada   | Salvada   | Salvada   | Salvada   | Salvada   | Seleccionada | Miss Lara             | Salvada   | Salvada        | Salvada   | Salvada   | Salvada   | Clasifica | Eliminada |                              |  |  |  |  |  |  |  |  |  |  |  |  |  |  |  |  |  |  |  |  |
| Centroccidental  | Yaró Serpa               | Salvada | Salvada | Salvada   | Salvada   | Salvada   | Salvada   | Destacada | Salvada   | Salvada   | Salvada   | Salvada   | Seleccionada | Miss Barinas          | Salvada   | Salvada        | Salvada   | Salvada   | Salvada   | Clasifica | Eliminada |                              |  |  |  |  |  |  |  |  |  |  |  |  |  |  |  |  |  |  |  |  |
| Distrito Capital | Alicia Dolanyi           |         | Salvada | Salvada   | Salvada   | Destacada | Destacada | Salvada   | Salvada   | Salvada   | Salvada   | Salvada   | Seleccionada | Miss Yaracuy          | Riesgo    | Salvada        | Destacada | Salvada   | Salvada   | Clasifica | Eliminada |                              |  |  |  |  |  |  |  |  |  |  |  |  |  |  |  |  |  |  |  |  |
| Sucre            | Roxana Marruffo          |         | Salvada | Salvada   | Salvada   | Salvada   | Ganadora  | Salvada   | Salvada   | Salvada   | Salvada   | Salvada   | Seleccionada | Miss Sucre            | Salvada   | Salvada        | Destacada | Destacada | Salvada   | Clasifica | Eliminada |                              |  |  |  |  |  |  |  |  |  |  |  |  |  |  |  |  |  |  |  |  |
| Distrito Capital | Andrea Lira              |         | Salvada | Salvada   | Salvada   | Salvada   | Salvada   | Salvada   | Salvada   | Salvada   | Salvada   | Salvada   | Seleccionada | Miss Distrito Capital | Riesgo    | Salvada        | Salvada   | Salvada   | Salvada   | Clasifica | Eliminada |                              |  |  |  |  |  |  |  |  |  |  |  |  |  |  |  |  |  |  |  |  |
| Bolívar          | Fiorella Di Sabatino     | Salvada | Salvada | Salvada   | Salvada   | Salvada   | Salvada   | Salvada   | Riesgo    | Salvada   | Salvada   | Salvada   | Seleccionada | Miss Bolivar          | Riesgo    | Salvada        | Destacada | Salvada   | Salvada   | Eliminada |           |                              |  |  |  |  |  |  |  |  |  |  |  |  |  |  |  |  |  |  |  |  |
| Bolívar          | Rogegsy Rivas            | Salvada | Salvada | Salvada   | Salvada   | Salvada   | Salvada   | Salvada   | Riesgo    | Salvada   | Salvada   | Salvada   | Seleccionada | Miss Apure            | Salvada   | Salvada        | Salvada   | Salvada   | Salvada   | Eliminada |           |                              |  |  |  |  |  |  |  |  |  |  |  |  |  |  |  |  |  |  |  |  |
| Carabobo         | Mariella Agriesti        | Salvada | Salvada | Salvada   | Salvada   | Salvada   | Salvada   | Salvada   | Salvada   | Salvada   | Salvada   | Salvada   | Seleccionada | Miss Carabobo         | Riesgo    | Salvada        | Salvada   | Salvada   | Salvada   | Eliminada |           |                              |  |  |  |  |  |  |  |  |  |  |  |  |  |  |  |  |  |  |  |  |
| Táchira          | Georgina Mazzeo          | Salvada | Salvada | Salvada   | Salvada   | Salvada   | Salvada   | Salvada   | Salvada   | Salvada   | Salvada   | Destacada | Seleccionada | Miss Táchira          | Salvada   | Salvada        | Destacada | Salvada   | Salvada   | Eliminada |           |                              |  |  |  |  |  |  |  |  |  |  |  |  |  |  |  |  |  |  |  |  |
| Noroccidental    | Alicia Ontiveros         | Salvada | Salvada | Salvada   | Destacada | Salvada   | Salvada   | Salvada   | Salvada   | Salvada   | Destacada | Riesgo    | Seleccionada | Miss Zulia            | Salvada   | Salvada        | Destacada | Destacada | Salvada   | Eliminada |           |                              |  |  |  |  |  |  |  |  |  |  |  |  |  |  |  |  |  |  |  |  |
| Carabobo         | Daniela Briceño          |         | Salvada | Salvada   | Salvada   | Destacada | Salvada   | Salvada   | Riesgo    | Salvada   | Destacada | Salvada   | Seleccionada | Miss Anzoategui       | Salvada   | Salvada        | Salvada   | Destacada | Destacada | Eliminada |           |                              |  |  |  |  |  |  |  |  |  |  |  |  |  |  |  |  |  |  |  |  |
| Distrito Capital | Victoria Coifman         |         | Salvada | Salvada   | Salvada   | Salvada   | Salvada   | Salvada   | Salvada   | Salvada   | Riesgo    | Salvada   | Seleccionada | Miss Portuguesa       | Salvada   | Salvada        | Destacada | Salvada   | Salvada   | Eliminada |           |                              |  |  |  |  |  |  |  |  |  |  |  |  |  |  |  |  |  |  |  |  |
| Distrito Capital | Lesly Barrera            |         | Salvada | Salvada   | Salvada   | Salvada   | Salvada   | Salvada   | Riesgo    | Riesgo    | Salvada   | Salvada   | Seleccionada | Miss Mérida           | Salvada   | Salvada        | Destacada | Salvada   | Destacada | Eliminada |           |                              |  |  |  |  |  |  |  |  |  |  |  |  |  |  |  |  |  |  |  |  |
| Distrito Capital | Débora Menicucci         |         | Salvada | Ganadora  | Destacada | Destacada | Salvada   | Salvada   | Salvada   | Salvada   | Salvada   | Salvada   | Seleccionada | Miss Amazonas         | Salvada   | Salvada        | Destacada | Salvada   | Salvada   | Eliminada |           |                              |  |  |  |  |  |  |  |  |  |  |  |  |  |  |  |  |  |  |  |  |
| Falcón           | Marie Claire Arcila      |         | Salvada | Salvada   | Salvada   | Destacada | Salvada   | Salvada   | Salvada   | Salvada   | Salvada   | Salvada   | Seleccionada | Miss Falcon           | Riesgo    | Salvada        | Salvada   | Destacada | Salvada   | Eliminada |           |                              |  |  |  |  |  |  |  |  |  |  |  |  |  |  |  |  |  |  |  |  |
| Miranda          | Irene Velasquez          |         | Salvada | Salvada   | Salvada   | Salvada   | Salvada   | Salvada   | Riesgo    | Salvada   | Salvada   | Salvada   | Seleccionada | Miss Vargas           | Salvada   | Salvada        | Salvada   | Salvada   | Destacada | Eliminada |           |                              |  |  |  |  |  |  |  |  |  |  |  |  |  |  |  |  |  |  |  |  |
| Portuguesa       | Gleymar Loyo             |         | Salvada | Salvada   | Salvada   | Salvada   | Destacada | Salvada   | Salvada   | Salvada   | Salvada   | Salvada   | Seleccionada | Miss Miranda          | Salvada   | Salvada        | Destacada | Destacada | Destacada | Eliminada |           |                              |  |  |  |  |  |  |  |  |  |  |  |  |  |  |  |  |  |  |  |  |
| Táchira          | Alexandra Guerrero       |         | Salvada | Salvada   | Salvada   | Salvada   | Salvada   | Salvada   | Salvada   | Salvada   | Riesgo    | Salvada   | Seleccionada | Miss Trujillo         | Salvada   | Salvada        | Salvada   | Salvada   | Destacada | Eliminada |           |                              |  |  |  |  |  |  |  |  |  |  |  |  |  |  |  |  |  |  |  |  |
| Monagas          | Ana Carolina Ugarte      |         | Salvada | Salvada   | Salvada   | Eliminada |           |           |           |           |           | Rescatada | Seleccionada | Miss Monagas          | Salvada   | Salvada        | Destacada | Destacada | Destacada | Eliminada |           |                              |  |  |  |  |  |  |  |  |  |  |  |  |  |  |  |  |  |  |  |  |
| Distrito Capital | Andrea Rohrscheib        |         | Salvada | Salvada   | Salvada   | Ganadora  | Salvada   | Salvada   | Salvada   | Salvada   | Salvada   | Salvada   | Eliminada    | Rescatada             | Salvada   | Dep. Federales | Destacada | Salvada   | Salvada   | Eliminada |           |                              |  |  |  |  |  |  |  |  |  |  |  |  |  |  |  |  |  |  |  |  |
| Zulia            | Daniela Reyes            |         | Salvada | Salvada   | Salvada   | Salvada   | Salvada   | Salvada   | Riesgo    | Riesgo    | Salvada   | Destacada | Eliminada    | Rescatada             | Destacada | Delta Amacuro  | Destacada | Salvada   | Salvada   | Eliminada |           |                              |  |  |  |  |  |  |  |  |  |  |  |  |  |  |  |  |  |  |  |  |
| Carabobo         | Claudia Chaparro         | Salvada | Salvada | Salvada   | Salvada   | Salvada   | Destacada | Salvada   | Salvada   | Salvada   | Salvada   | Salvada   | Eliminada    | Rescatada             | Salvada   | Eliminada      |           |           |           |           |           |                              |  |  |  |  |  |  |  |  |  |  |  |  |  |  |  |  |  |  |  |  |
| Táchira          | Débora Medina            | Salvada | Salvada | Salvada   | Salvada   | Salvada   | Salvada   | Salvada   | Salvada   | Salvada   | Salvada   | Salvada   | Eliminada    | Rescatada             | Salvada   | Eliminada      |           |           |           |           |           |                              |  |  |  |  |  |  |  |  |  |  |  |  |  |  |  |  |  |  |  |  |
| Zulia            | Estefanie Perich         |         | Salvada | Salvada   | Salvada   | Salvada   | Salvada   | Salvada   | Salvada   | Salvada   | Salvada   | Salvada   | Eliminada    |                       |           |                |           |           |           |           |           |                              |  |  |  |  |  |  |  |  |  |  |  |  |  |  |  |  |  |  |  |  |
| Zulia            | Patricia Carreño         |         | Salvada | Salvada   | Salvada   | Salvada   | Salvada   | Salvada   | Salvada   | Salvada   | Salvada   | Salvada   | Eliminada    |                       |           |                |           |           |           |           |           |                              |  |  |  |  |  |  |  |  |  |  |  |  |  |  |  |  |  |  |  |  |
| Distrito Capital | Daniela Crespin          |         | Salvada | Salvada   | Salvada   | Salvada   | Salvada   | Riesgo    | Salvada   | Salvada   | Salvada   | Salvada   | Eliminada    |                       |           |                |           |           |           |           |           |                              |  |  |  |  |  |  |  |  |  |  |  |  |  |  |  |  |  |  |  |  |
| Monagas          | Yralbeth Flores          |         | Salvada | Salvada   | Salvada   | Salvada   | Salvada   | Salvada   | Riesgo    | Salvada   | Salvada   | Salvada   | Eliminada    |                       |           |                |           |           |           |           |           |                              |  |  |  |  |  |  |  |  |  |  |  |  |  |  |  |  |  |  |  |  |
| Táchira          | Liliana Castillo         | Salvada | Salvada | Salvada   | Salvada   | Salvada   | Salvada   | Riesgo    | Salvada   | Salvada   | Salvada   | Eliminada |              |                       |           |                |           |           |           |           |           |                              |  |  |  |  |  |  |  |  |  |  |  |  |  |  |  |  |  |  |  |  |
| Carabobo         | Karla Hurtado            | Salvada | Salvada | Salvada   | Salvada   | Salvada   | Salvada   | Riesgo    | Salvada   | Salvada   | Riesgo    | Eliminada |              |                       |           |                |           |           |           |           |           |                              |  |  |  |  |  |  |  |  |  |  |  |  |  |  |  |  |  |  |  |  |
| Táchira          | Mariani Chacón           | Salvada | Salvada | Salvada   | Salvada   | Salvada   | Salvada   | Salvada   | Riesgo    | Salvada   | Eliminada |           |              |                       |           |                |           |           |           |           |           |                              |  |  |  |  |  |  |  |  |  |  |  |  |  |  |  |  |  |  |  |  |
| Aragua           | Ivannie Tarazon          |         | Salvada | Salvada   | Salvada   | Salvada   | Salvada   | Salvada   | Riesgo    | Eliminada |           |           |              |                       |           |                |           |           |           |           |           |                              |  |  |  |  |  |  |  |  |  |  |  |  |  |  |  |  |  |  |  |  |
| Aragua           | Cristina Buderacky       |         | Salvada | Salvada   | Salvada   | Salvada   | Riesgo    | Riesgo    | Eliminada |           |           |           |              |                       |           |                |           |           |           |           |           |                              |  |  |  |  |  |  |  |  |  |  |  |  |  |  |  |  |  |  |  |  |
| Carabobo         | Vanessa Gonzales         |         | Salvada | Salvada   | Salvada   | Salvada   | Salvada   | Eliminada |           |           |           |           |              |                       |           |                |           |           |           |           |           |                              |  |  |  |  |  |  |  |  |  |  |  |  |  |  |  |  |  |  |  |  |
| Distrito Capital | Rosmary Altuve           |         | Salvada | Salvada   | Salvada   | Salvada   | Salvada   | Eliminada |           |           |           |           |              |                       |           |                |           |           |           |           |           |                              |  |  |  |  |  |  |  |  |  |  |  |  |  |  |  |  |  |  |  |  |
| Zulia            | Karen Soto               |         | Salvada | Salvada   | Salvada   | Destacada | Eliminada |           |           |           |           |           |              |                       |           |                |           |           |           |           |           |                              |  |  |  |  |  |  |  |  |  |  |  |  |  |  |  |  |  |  |  |  |
| Táchira          | Raquel Zambrano          | Salvada | Salvada | Salvada   | Eliminada |           |           |           |           |           |           |           |              |                       |           |                |           |           |           |           |           |                              |  |  |  |  |  |  |  |  |  |  |  |  |  |  |  |  |  |  |  |  |
| Noroccidental    | Michelle Casasola        | Salvada | Salvada | Salvada   | Eliminada |           |           |           |           |           |           |           |              |                       |           |                |           |           |           |           |           |                              |  |  |  |  |  |  |  |  |  |  |  |  |  |  |  |  |  |  |  |  |
| Yaracuy          | Barbara Ochoa            |         | Salvada | Salvada   | Eliminada |           |           |           |           |           |           |           |              |                       |           |                |           |           |           |           |           |                              |  |  |  |  |  |  |  |  |  |  |  |  |  |  |  |  |  |  |  |  |
| Barinas          | Maria Luisa Molina       |         | Salvada | Salvada   | Eliminada |           |           |           |           |           |           |           |              |                       |           |                |           |           |           |           |           |                              |  |  |  |  |  |  |  |  |  |  |  |  |  |  |  |  |  |  |  |  |
| Lara             | Jessica Schell           |         | Salvada | Salvada   | Eliminada |           |           |           |           |           |           |           |              |                       |           |                |           |           |           |           |           |                              |  |  |  |  |  |  |  |  |  |  |  |  |  |  |  |  |  |  |  |  |
| Centroccidental  | Isabel Millano           | Salvada | Salvada | Eliminada |           |           |           |           |           |           |           |           |              |                       |           |                |           |           |           |           |           |                              |  |  |  |  |  |  |  |  |  |  |  |  |  |  |  |  |  |  |  |  |
| Centroccidental  | Marilyn Coromoto         | Salvada | Salvada | Eliminada |           |           |           |           |           |           |           |           |              |                       |           |                |           |           |           |           |           |                              |  |  |  |  |  |  |  |  |  |  |  |  |  |  |  |  |  |  |  |  |
| Zulia            | Oneimart Valdez          |         | Salvada | Eliminada |           |           |           |           |           |           |           |           |              |                       |           |                |           |           |           |           |           |                              |  |  |  |  |  |  |  |  |  |  |  |  |  |  |  |  |  |  |  |  |
| Noroccidental    | Rebecca Reichle          | Salvada | Salvada | Eliminada |           |           |           |           |           |           |           |           |              |                       |           |                |           |           |           |           |           |                              |  |  |  |  |  |  |  |  |  |  |  |  |  |  |  |  |  |  |  |  |
| Centroccidental  | María Belandria          | Salvada | Salvada | Eliminada |           |           |           |           |           |           |           |           |              |                       |           |                |           |           |           |           |           |                              |  |  |  |  |  |  |  |  |  |  |  |  |  |  |  |  |  |  |  |  |

     La Participante fue Seleccionada en el Casting Regional.
     La Participante fue Seleccionada en el Casting General.
     La Participante Ganó el Reto de la Semana.
     La Participante Destacó en la Prueba.
     La Participante Es Salvada de ser Elimnada.
     La Participante Destacó en alguna prueba pero estuvo en Riesgo de Ser Eliminada.
     La Participante Estuvo en Riesgo de Ser Eliminada.
     La Participante es Eliminada.

## Clases y Desafíos
Semanalmente se Evalúan a las candidatas en clases; de oratoria, pasarela y en su entrenamiento físico, así como también se realizan desafíos especiales, estas son las destacadas y ganadoras por episodios.
| Episodios | Entrenamiento Físico | Clases de Pasarela | Clases de Oratoria | Desafíos Especiales  | Tipo de Desafío  |
| --------- | -------------------- | ------------------ | ------------------ | -------------------- | ---------------- |
| 3         |                      | María Laura Verde  |                    | Débora Menicucci     | Baile            |
| 3         |                      |                    |                    | Alicia Ontiveros     | Baile            |
| 3         |                      |                    |                    | Daniela Reyes        | Baile            |
| 3         |                      |                    |                    | Michelle Bertolini   | Baile            |
| 3         |                      |                    |                    | Migbelis Castellanos | Baile            |
| 4         | Andrea Rohrscheib    | Débora Menicucci   | Roxana Marruffo    |                      |                  |
| 4         | Karen Soto           |                    | Claudia Chaparro   |                      |                  |
| 4         | Alicia Dolanyi       |                    | Gleymar Loyo       |                      |                  |
| 4         | Marie Claire Arcila  |                    | Alicia Dolanyi     |                      |                  |
| 4         | Débora Menicucci     |                    |                    |                      |                  |
| 4         | Gabriela Graf        |                    |                    |                      |                  |
| 4         | Daniela Briceño      |                    |                    |                      |                  |
| 5         |                      |                    | Yaró Serpa         |                      |                  |
| 6         | Gabriela Graf        | Gabriela Graf      | Gabriela Graf      | Gabriela Graf        | Pasarela Natural |